# Tatanka Means
Tatanka Means (Rapid City, 19 de fevereiro de 1985) é um ator e comediante americano, filho do também ator, ativista e índio Oglala Sioux Russell Means. Ganhou notoriedade pelo seu personagem Wolf - Lobo, na adaptação cinematográfica da obra de Judy Blume,  Olhos de Tigre. Ele é representante de três comunidades indígenas americanas, os Oglala Lakota, os Omaha e os Navajos da Chinle, Arizona.

## Biografia
Tatanka Means viu sua vontade de atuar surgir, quando esteve presente nas gravações de O Último dos Moicanos. Ele tinha apenas 7 anos de idade e acompanhou seu pai, que estrelava a produção ao lado de Daniel Day-Lewis todos os dias pelo set de filmagens. Na adolescência, suas habilidades lutando box, ajudaram-o se tornar o dublê oficial de Eddie Spears para o filme Black Cloud.

Em 2005, Tatanka ganhou um dos papeis principais da série de Steven Spielberg, "Into the West" onde deu vida ao líder dos índios Oglala Lakota, Crazy Horse. Em 2008, atuou na série Comanche Moon, onde interpretou Weasel. Em 2010 filmou a adaptação do livro Tiger Eyes, de Judy Blume para os cinemas. Ele ganhou o papel de um dos personagens principais e par romantico de Willa Holland. Olhos de Tigre foi gravado no Novo México, onde Tatanka reside. Nesse mesmo filme, ele teve a oportunidade de atuar ao lado de seu pai, Russell Means que fazia seu último trabalho para os cinemas.
Depois de atuar como palestrante motivacional de comunidades indígenas, Tatanka Means iniciou shows de stand-up comedy como hobbie  na região do Novo México. Seus shows foram tornando-se populares e Tatanka já apresentou-se em todo o Estados Unidos e Canadá. Seu trabalho pelo povo indígena, o levou a tornar-se representante de três comunidades indígenas americanas, os Oglala Lakota, os Omaha e os Navajos da Chinle, Arizona.

## Filmografia
| Ano  | Título                            | Papel                  | Notas |
| ---- | --------------------------------- | ---------------------- | ----- |
| 2008 | The Borrowers                     | Tall Ute               |       |
| 2011 | Sedona                            | Chuck                  |       |
| 2011 | More Than Frybread                | Buddy Begay            |       |
| 2013 | The Sixth Gun                     | Victor Birdsong        |       |
| 2013 | Tiger Eyes                        | Wolf - Martin Ortiz    |       |
| 2013 | A Hospedeira                      | Seeker Hawke           |       |
| 2014 | A Million Ways to Die in the West | Chefe de Guerra Apache |       |
| 2023 | Surrounded                        | Scar                   |       |
| 2023 | Killers of the Flower Moon        | John Wren              |       |
| 2024 | Horizon: An American Saga         |                        |       |
| TBA  | Wind River: The Next Chapter      |                        |       |
| TBA  | Opus                              |                        |       |

| Ano  | Título         | Papel         | Notas       |
| ---- | -------------- | ------------- | ----------- |
| 2005 | Into the West  | Crazy Horse   | 2 episódios |
| 2008 | Comanche Moon  | Weasel        | 2 episódios |
| 2008 | Freedom Riders | Philip's Men  | 1 episódio  |
| 2010 | In Plain Sight | Young Fighter | 1 episódio  |
| 2011 | Scoundrels     | Oscar Altsoba | 1 episódio  |
| 2014 | Banshee        | Hoyt Rivers   | 4 episódios |